# Rally Costa Brava de 1984
El Rally Costa Brava de 1984, oficialmente 32.º Rally Costa Brava, fue la trigésimo segunda edición, la quinta cita de la  temporada 1984 del Campeonato de Europa de Rally y la primera de la temporada 1984 del Campeonato de España de Rally. Se celebró del 17 al 19 de febrero y contó con un itinerario de cuarenta y seis tramos que sumaban un total de 572 km cronometrados.

## Itinerario
| Día           | Tramo | Nombre          | Distancia | Hora  |
| ------------- | ----- | --------------- | --------- | ----- |
| Día 1 Viernes | TC1   | Condado Jaruco  | 3,990 km  | 17:08 |
| Día 1 Viernes | TC2   | L'Atalaia       | 9,000 km  | 17:42 |
| Día 1 Viernes | TC3   | Els Angels      | 10,900 km | 18:54 |
| Día 1 Viernes | TC4   | L'Atalaia       | 9,000 km  | 18:18 |
| Día 1 Viernes | TC5   | Santa Pelllala  | 13,700 km |       |
| Día 1 Viernes | TC6   | Cladells Llarg  | 29,090 km | 19:47 |
| Día 1 Viernes | TC7   | Coll de Rabell  | 8,200 km  | 20:27 |
| Día 1 Viernes | TC8   | Collsaplana     | 19,800 km | 20:48 |
| Día 1 Viernes | TC9   | Ossor           | 14,300 km | 21:23 |
| Día 1 Viernes | TC10  | Sant Pere       | 7,900 km  | 21:56 |
| Día 1 Viernes | TC11  | L'Atalaia       | 9,000 km  | 22:35 |
| Día 1 Viernes | TC12  | Cladells Llarg  | 29,090 km | 23:37 |
| Día 1 Viernes | TC13  | Coll de Rabell  | 8,200 km  | 00:20 |
| Día 1 Viernes | TC14  | Collsaplana     | 19,800 km | 00:38 |
| Día 2 Sábado  | TC15  | Ossor           | 14,300 km | 01:38 |
| Día 2 Sábado  | TC16  | Sant Pere       | 7,900 km  | 02:14 |
| Día 2 Sábado  | TC17  | L'Atalaia       | 9,000 km  | 02:50 |
| Día 2 Sábado  | TC18  | Els Angels      | 10,900 km | 03:23 |
| Día 2 Sábado  | TC19  | Romanya         | 8,800 km  | 04:06 |
| Día 2 Sábado  | TC20  | San Feliu-Tossa | 13,100 km | 04:42 |
| Día 2 Sábado  | TC21  | L'Atalaia       | 9,000 km  | 05:15 |
| Día 2 Sábado  | TC22  | Romanya         | 8,800 km  | 07:12 |
| Día 2 Sábado  | TC23  | La Ganga        | 8,700 km  | 07:35 |
| Día 2 Sábado  | TC24  | L'Atalaia       | 9,000 km  | 08:40 |
| Día 2 Sábado  | TC25  | Sant Grau       | 8,820 km  | 09:30 |
| Día 2 Sábado  | TC26  | L'Atalaia       | 9,000 km  | 10:08 |
| Día 2 Sábado  | TC27  | Condado Jaruco  | 3,990 km  | 10:45 |
| Día 2 Sábado  | TC28  | Llorent de Mar  | 9,330 km  | 21:24 |
| Día 2 Sábado  | TC29  | San Mateu M.    | 11,270 km | 22:19 |
| Día 2 Sábado  | TC30  | Sant Cristofol  | 4,880 km  | 22:54 |
| Día 2 Sábado  | TC31  | Les Gavarres    | 13,320 km | 23:18 |
| Día 3 Domingo | TC32  | San Mateu M.    | 11,270 km | 00:19 |
| Día 3 Domingo | TC33  | Sant Cristofol  | 4,880 km  | 00:44 |
| Día 3 Domingo | TC34  | Les Gavarres    | 13,320 km | 01:03 |
| Día 3 Domingo | TC35  | Llorent de Mar  | 9,330 km  | 02:02 |
| Día 3 Domingo | TC36  | Llorent de Mar  | 9,330 km  | 03:54 |
| Día 3 Domingo | TC37  | San Mateu M.    | 11,270 km | 04:49 |
| Día 3 Domingo | TC38  | Sant Cristofol  | 4,880 km  | 05:24 |
| Día 3 Domingo | TC39  | Brunyola        | 6,130 km  | 05:56 |
| Día 3 Domingo | TC40  | El Subirá       | 22,450 km | 06:27 |
| Día 3 Domingo | TC41  | Grions          | 7,220 km  | 07:25 |
| Día 3 Domingo | TC42  | Brunyola        | 6,130 km  | 08:14 |
| Día 3 Domingo | TC43  | El Subirá       | 22,450 km | 08:38 |
| Día 3 Domingo | TC44  | Grions          | 7,220 km  | 09:36 |
| Día 3 Domingo | TC45  | El Subirá       | 22,450 km | 10:28 |
| Día 3 Domingo | TC46  | Llorent de Mar  | 9,330 km  | 11:49 |

## Clasificación final
| Pos.    | Piloto             | Copiloto              | Automóvil            | Tiempo  | Diferencia |
| General | General            | General               | General              | General | General    |
| ------- | ------------------ | --------------------- | -------------------- | ------- | ---------- |
| 1.      | Michele Cinotto    | Emilio Radaelli       | Audi Quattro A2      | 6:57:40 | 0.0        |
| 2.      | Salvador Servià    | Jordi Sabater         | Opel Ascona 400      | 7:00:30 | +2:50      |
| 3.      | Josep Frigola      | Carles Bou            | Renault 5 Turbo      | 7:23:21 | +25:41     |
| 4.      | Attila Ferjáncz    | János Tandari         | Renault 5 Turbo      | 7:23:42 | +26:02     |
| 5.      | Carles Santacreu   | Antonio Santacreu     | Opel Ascona B 2.0 SR | 7:33:13 | +35:33     |
| 6.      | Octavi Candela     | Juan Antonio Villalba | Volkswagen Golf GTi  | 7:47:58 | +50:18     |
| 7.      | Jean-Claude Probst | Yves Bozet            | Volkswagen Golf GTi  | 7:48:55 | +51:15     |
| 8.      | Jan De Boey        | Luc Dierickx          | Opel Ascona 400      | 7:56:56 | +59:16     |
| 9.      | Roland Hugot       | Philippe Ozoux        | Opel Ascona          | 8:02:37 | +1:04:57   |
| 10.     | George Giraud      | Henri Faoro           | Audi 80 Quattro      | 8:02:50 | +1:05:10   |
| España  |                    |                       |                      |         |            |
| 1.      | Salvador Servià    | Jordi Sabater         | Opel Ascona 400      | 7:00:30 | 0.0        |
| 2.      | Josep Frigola      | Carles Bou            | Renault 5 Turbo      | 7:23:21 | +22:51     |
| 3.      | Carles Santacreu   | Antonio Santacreu     | Opel Ascona B 2.0 SR | 7:33:13 | +32:43     |